# تپه قلعه یری بزرگ
تپه قلعه یری بزرگ مربوط به عصر آهن - دوره اشکانیان - دوره ساسانیان است و در شهرستان بیله‌سوار، بخش مرکزی، دهستان کوک تپه، روستای گون پاپاق واقع شده و این اثر در تاریخ ۱۲ شهریور ۱۳۸۶ با شمارهٔ ثبت ۱۹۳۸۲ به‌عنوان یکی از آثار ملی ایران به ثبت رسیده است.